# Colonia Francisco Villa, delstaten Mexiko
Colonia Francisco Villa är en ort i Mexiko, tillhörande kommunen Calimaya i delstaten Mexiko, i den centrala delen av landet. Orten hade 777 invånare vid folkräkningen 2010.